# Centrale termoelettrica "Galileo Ferraris"
L'ex centrale termoelettrica "Galileo Ferraris" è stata il primo impianto a ciclo combinato (nello specifico, di gas naturale e vapore) di proprietà dell'Enel a entrare in esercizio in Italia.
Ha una potenza elettrica di 746 MW per un totale di 3,5 miliardi di kWh ed è situata nella frazione di Leri Cavour del comune di Trino (alcuni chilometri a nord-ovest della ex centrale nucleare Enrico Fermi).
È costata 1 000 miliardi di lire.

## Storia
Costruita fra il 1991 e il 1997, aperta nel 1998, riconoscibile per le due alte torri di raffreddamento, struttura non convenzionale nelle centrali termoelettriche, nasce progettualmente come secondo impianto elettronucleare di Trino (da 1900 MW di potenza elettrica netta e per il quale era stato solo individuato e predisposto il sito) ma viene riconvertita nella sua attuale configurazione a seguito dei referendum del 1987.
È caratterizzata da un'alta efficienza e quindi da una minore produzione di CO2 (pari a 0,427 kg/kWh) rispetto alle centrali termoelettriche convenzionali.
La centrale risulta in stato di arresto forzato da metà 2009, ed è prevista la sua chiusura definitiva entro la fine del 2013 a causa della sua bassa redditività e del crollo dei consumi elettrici.
Sono attualmente in corso gli studi sulle ipotesi di riconversione del sito.

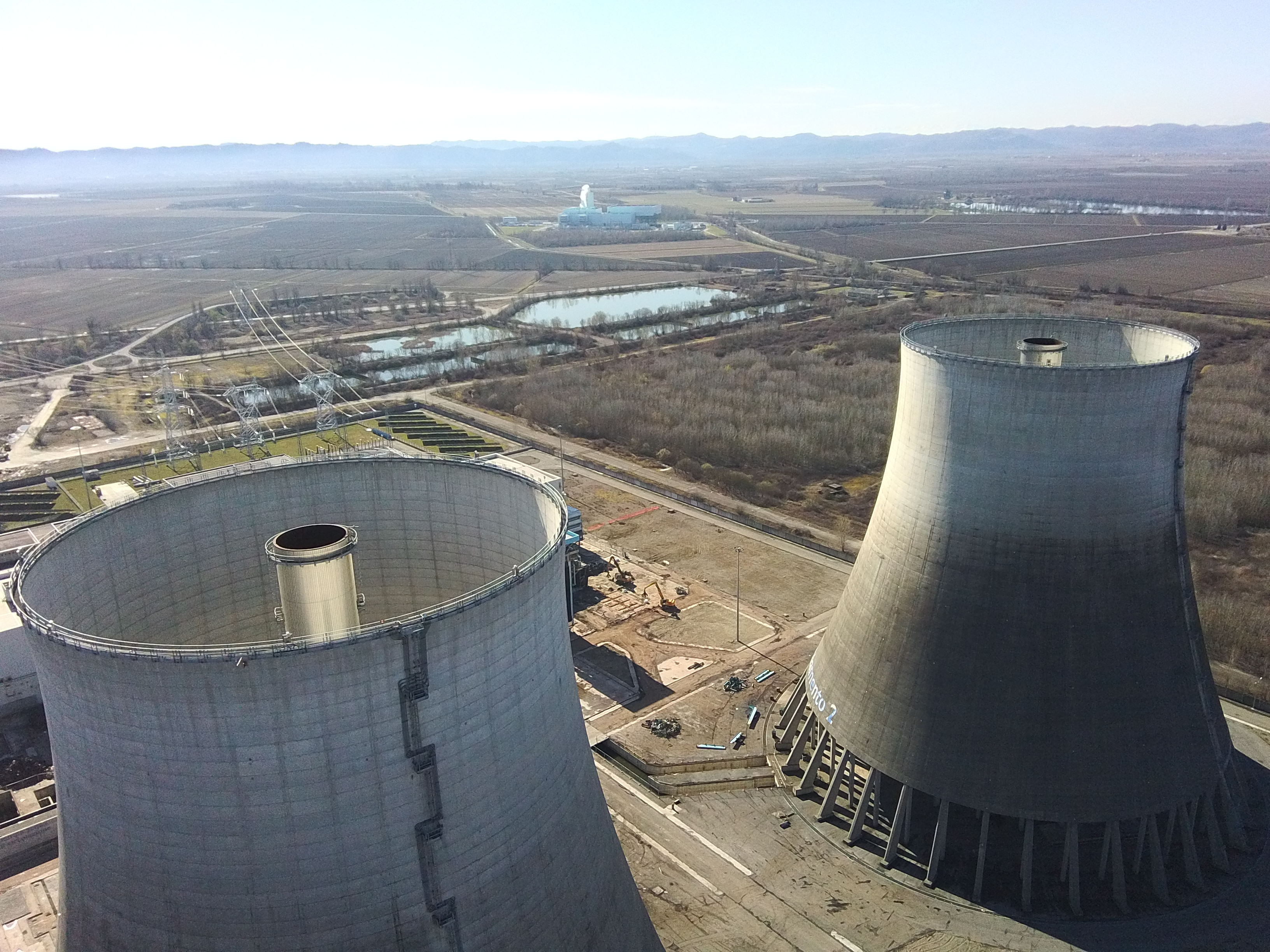
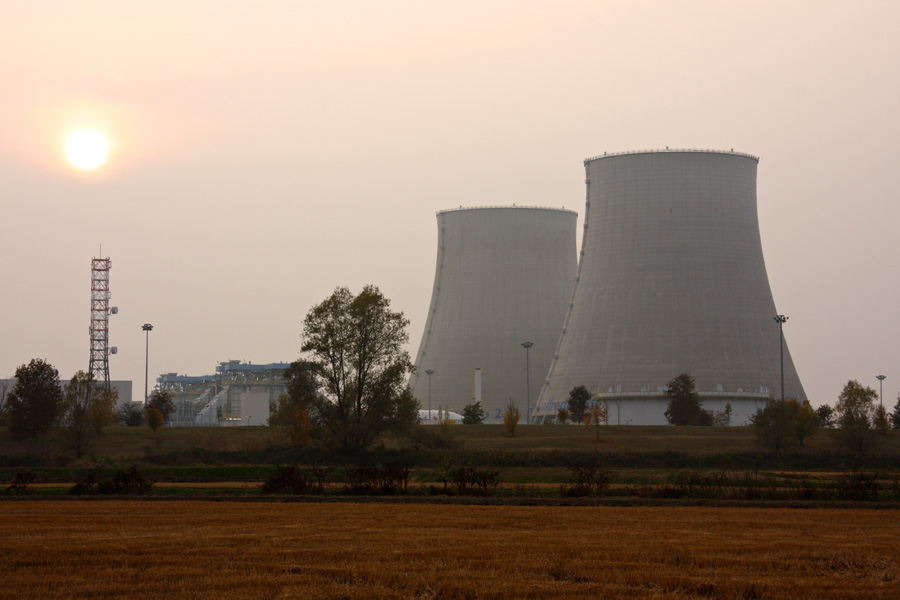
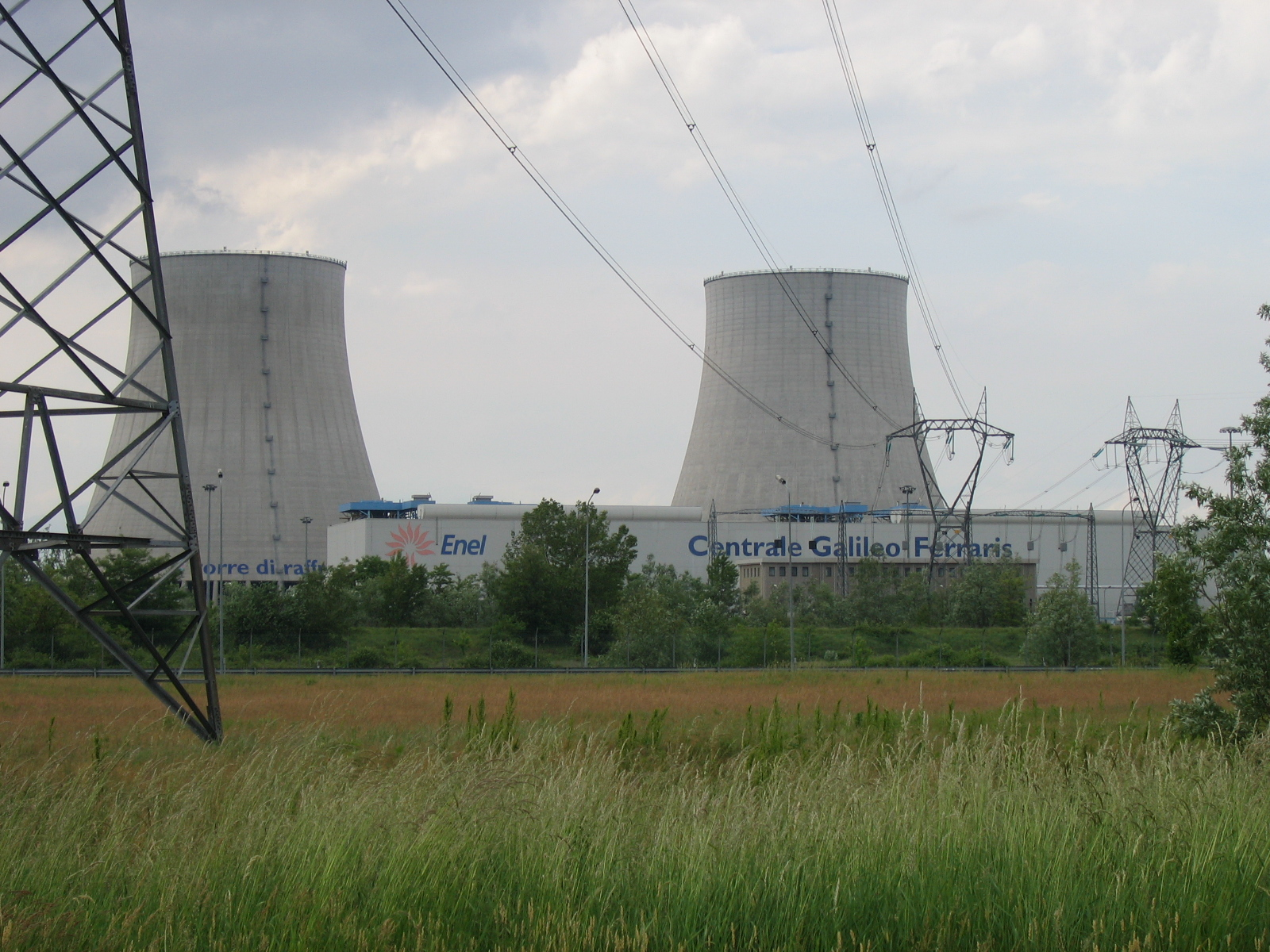
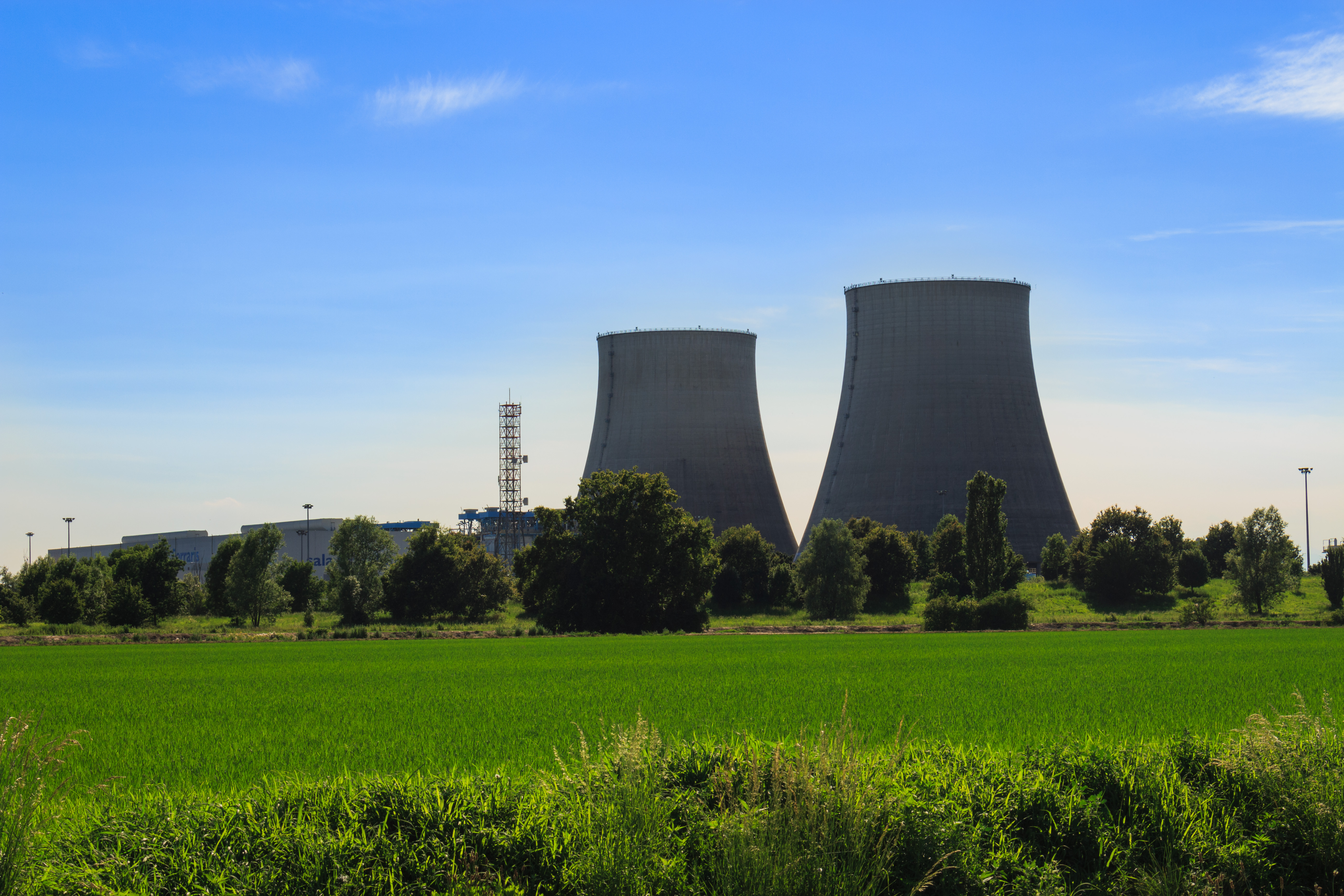